# Ratpenat cuallarg de Thomas
El ratpenat cuallarg de Thomas (Promops centralis) és una espècie de ratpenat pròpia de Sud-amèrica i de Centreamèrica.

## Subespècies
- Promops centralis centralis
- Promops centralis davisoni
- Promops centralis occultus